# Škoda 35T
Škoda 35T (obchodní název ForCity Classic Chemnitz) je tramvaj vyráběná společností Škoda Transportation pro německé město Saská Kamenice (Chemnitz) a jeho tramvajovou síť.

## Konstrukce
Jedná se o obousměrnou pětičlánkovou nízkopodlažní tramvaj. Nerezová vozová skříň je usazena na třech podvozcích, které spočívají na beznápravových dvojkolích. Jednotlivá kola jsou poháněna individuálně trakčními motory bezpřevodovkového typu. Nástupní hrana se nachází ve výši 290 mm nad temenem kolejnice (TK), v celém voze je podlaha umístěna ve výši 350 mm nad TK. Vozidlo je plně klimatizováno. Design vozu vytvořilo studio Aufeer Design.

## Dodávky tramvají
V Saské Kamenici byl v roce 2012 krátce testován jeden pražský vůz Škoda 15T. V roce 2016 uspěla Škoda Transportation v soutěži saskokamenického dopravního podniku CVAG na dodávku 14 tramvají v hodnotě přibližně 950 milionů korun. Na základě požadavků CVAG byl zkonstruován typ 35T, patřící do rodiny ForCity Classic.
Podle původního plánu měl být první vůz předán v létě 2018 a celá dodávka měla být dokončena v létě 2019. Došlo však k celkovému zpoždění zakázky. První vůz byl v září 2018 vystaven na veletrhu InnoTrans v Berlíně, následně byl ve Škodě dokončen a s evidenčním číslem 912 byl do Saské Kamenice dodán 30. listopadu 2018. Od prosince toho roku byl využíván ke zkušebním jízdám, další tramvaje byly dodávány od dubna 2019. Dne 25. září 2019 byly první dva vozy 35T slavnostně zařazeny do pravidelného provozu. Do konce roku 2019 bylo dodáno 13 ze 14 objednaných vozidel, poslední tramvaj se v Saské Kamenici objevila v dubnu 2020.

### Celkový přehled
V letech 2018–2020 bylo vyrobeno celkem 14 vozů.
| Současný stát | Město          | Článek | Roky dodávek | Počet vozů | Evidenční čísla při dodání | Poznámky | Zdroj |
| ------------- | -------------- | ------ | ------------ | ---------- | -------------------------- | -------- | ----- |
| Německo       | Saská Kamenice | článek | 2018         | 1          | 912                        |          | [ 6 ] |
| Německo       | Saská Kamenice | článek | 2019         | 12         | 911, 913–923               |          | [ 6 ] |
| Německo       | Saská Kamenice | článek | 2020         | 1          | 924                        |          | [ 6 ] |